# Báculo (anatomía)

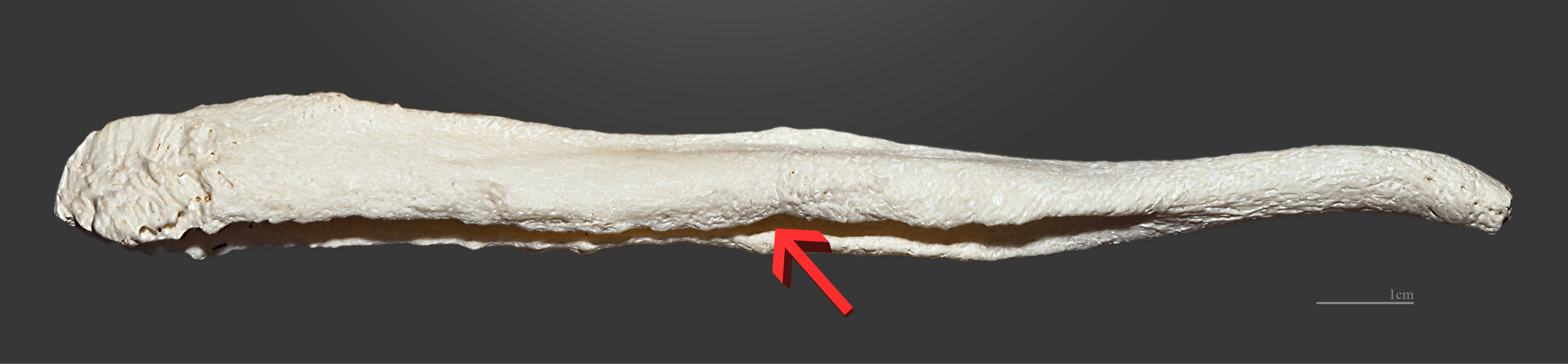
El hueso peniano de un perro. La flecha señala la ubicación del surco uretral.

En anatomía, el báculo o hueso peniano es un hueso extraesquelético que se encuentra dentro del pene de la mayoría de los mamíferos, más precisamente en insectívoros, roedores, carnívoros y los primates. Entre las especies domésticas, se encuentra en el gato y el perro.
Este hueso les permite a estos animales la penetración en ausencia de erección.
En latín se llamaba bacŭlum (‘vara’), os penis (‘hueso del pene’) y os príapi (‘hueso de Príapo’).
Está ausente en humanos, marsupiales, hienas, lagomorfos (como conejos y liebres) y en la familia de los équidos (como caballos y cebras), entre otros.
Su forma y tamaño varían entre las especies, y su función es la de hacer posible la erección. En los seres humanos, al no tener báculo, la erección se logra cuando los cuerpos cavernosos del pene se llenan de sangre.
El hueso homólogo en las hembras de todos los animales ―excepto los seres humanos― se llama os clitoridis (‘hueso del clítoris’) o baubellum.

## Ausencia de báculo en el ser humano

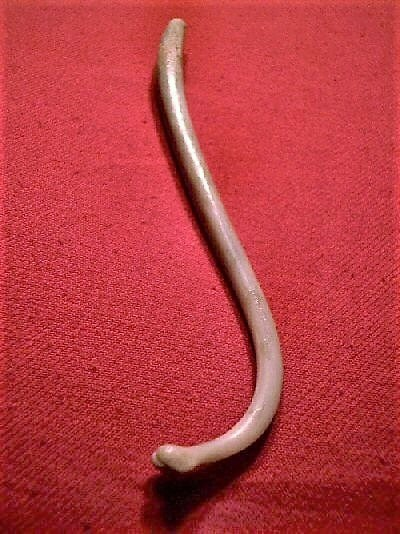
El báculo o hueso peniano de un mapache.

Un objeto de investigación sobre la evolución biológica es el hecho de que el género humano presente esta ausencia tanto de pene óseo como de clítoris óseo, a diferencia de otros grandes mamíferos. De todas maneras, este hueso es bastante reducido entre los grandes simios: en muchas especies tiene una estructura insignificante de 10 a 20 mm.
En 1978, el zoólogo Richard Dawkins (n. 1941) especuló que en los humanos, la pérdida del hueso ―que sí está presente en nuestra especie más cercana (el chimpancé)― probablemente se deba a la selección de las hembras, que buscaban signos de buena salud en los machos adultos. La dependencia del falo humano en los medios vasculares para lograr el estado rígido lo vuelve particularmente vulnerable a las variaciones de la presión sanguínea. Una disfunción eréctil indicaba no solo el estado físico del macho (la presencia de afecciones como la diabetes o un trastorno neurológico) sino también estados mentales como estrés y depresión.

## Importancia cultural

### Costilla de Adán
Según investigadores de la Universidad Johns Hopkins (Gilbert y Zevit, 2001),
los primeros humanos se percatarían de la diferencia entre los restos de cualquier mamífero y los de los seres humanos. Para explicar la ausencia del hueso, habrían creado el mito de que a los hombres les falta este hueso porque Yahvé se lo quitó al primer varón humano (Adán) para crear a la primera hembra humana (Eva). Ese mito quedó registrado en el Libro del génesis (2.21-23) de la Biblia hebrea.
El texto bíblico explicaría la pérdida de ese hueso en el hombre con el mito de la costilla de Adán. El hueso peniano está más asociado con la paternidad que una costilla. La costura de carne a la que se refiere el versículo 2.21 del Libro del génesis podría referirse al rafe perineal, la «costura» embrionaria que se percibe en el lado inferior del pene, en el escroto y entre los glúteos.
El idioma hebreo bíblico no tenía palabras para referirse al pene, por lo que se tuvo que utilizar otra palabra. El término hebreo que se utilizó para costilla, tzelá, tiene otros significados aparte de ‘hueso’, como los marcos de la puerta, que funcionan como columnas de sostén, y el tronco de los árboles. Entonces más bien podría referirse no a una costilla sino a un soporte estructural.